# Волнат-Гроув (Вашингтон)
Волнат-Гроув (англ. Walnut Grove) — переписна місцевість (CDP) в США, в окрузі Кларк штату Вашингтон. Населення — 9790 осіб (2010).

## Географія
Волнат-Гроув розташований за координатами 45°40′36″ пн. ш. 122°36′24″ зх. д. / 45.67667° пн. ш. 122.60667° зх. д. (45.676549, -122.606643).  За даними Бюро перепису населення США в 2010 році переписна місцевість мала площу 9,92 км², уся площа — суходіл.

## Демографія
Згідно з переписом 2010 року, у переписній місцевості мешкало 9790 осіб у 3918 домогосподарствах у складі 2526 родин. Густота населення становила 987 осіб/км².  Було 4135 помешкань (417/км²).
Расовий склад населення:
| - 85,3 % — білих - 4,5 % — азіатів - 2,2 % — чорних або афроамериканців - 0,7 % — вихідців з тихоокеанських островів - 0,7 % — корінних американців - 2,4 % — осіб інших рас |

До двох чи більше рас належало 4,1 %. Частка іспаномовних становила 6,4 % від усіх жителів.
За віковим діапазоном населення розподілялося таким чином: 22,9 % — особи молодші 18 років, 60,8 % — особи у віці 18—64 років, 16,3 % — особи у віці 65 років та старші. Медіана віку мешканця становила 38,9 року. На 100 осіб жіночої статі у переписній місцевості припадало 95,0 чоловіків;  на 100 жінок у віці від 18 років та старших — 92,2 чоловіків також старших 18 років.
Середній дохід на одне домашнє господарство  становив 74 697 доларів США (медіана — 63 863), а середній дохід на одну сім'ю — 79 747 доларів (медіана — 67 163). Медіана доходів становила 58 202 долари для чоловіків та 42 396 доларів для жінок. За межею бідності перебувало 6,0 % осіб, у тому числі 8,9 % дітей у віці до 18 років та 5,3 % осіб у віці 65 років та старших.
Цивільне працевлаштоване населення становило 4595 осіб. Основні галузі зайнятості: освіта, охорона здоров'я та соціальна допомога — 22,8 %, виробництво — 14,6 %, роздрібна торгівля — 10,5 %, науковці, спеціалісти, менеджери — 9,3 %.